# Cung điện Habsburg ở Cieszyn

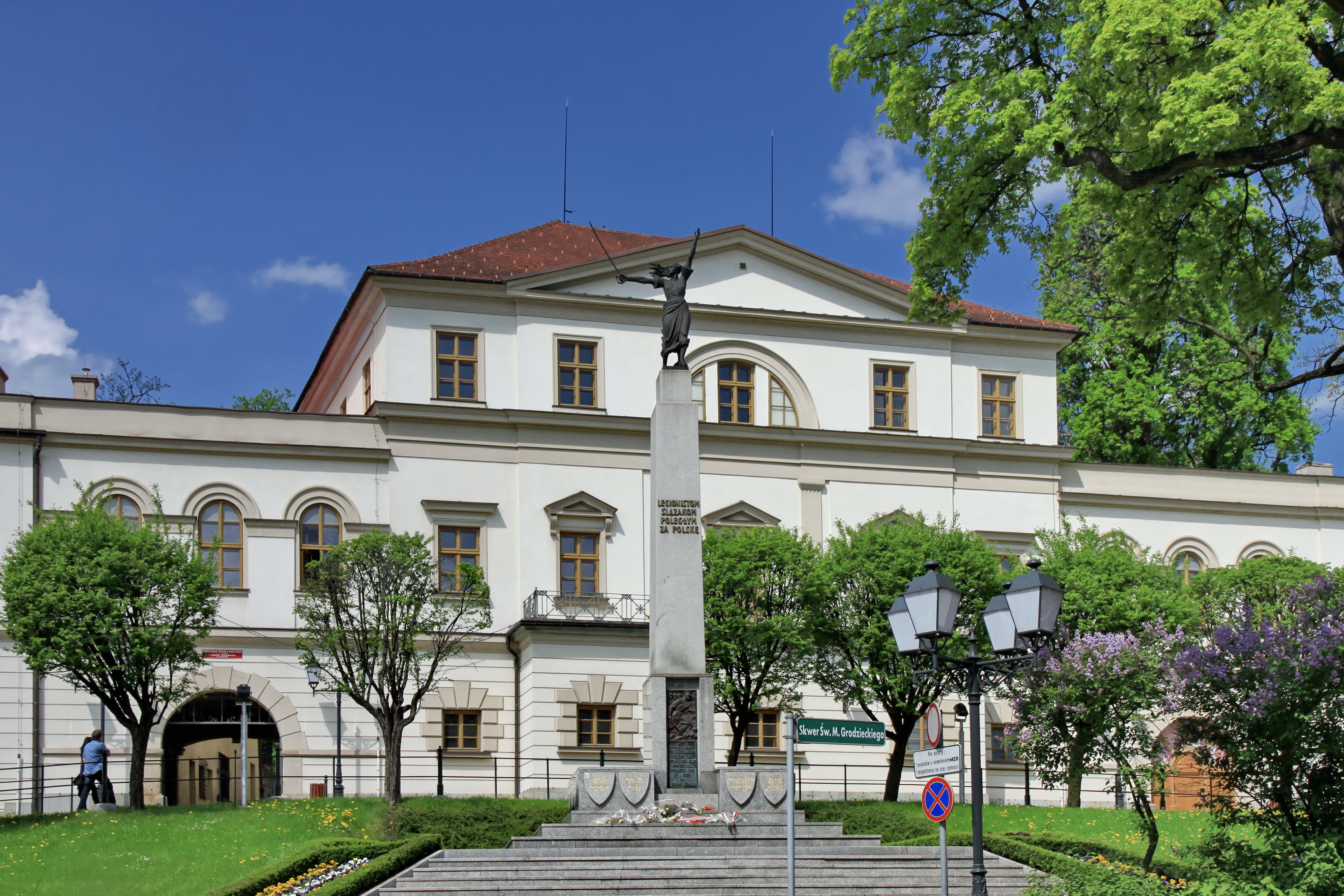
Cung điện Habsburg ở Cieszyn

Habsburg Hunting Palace là một cung điện cổ điển được xây dựng từ năm 1838 đến năm 1840 tọa lạc tại Cieszyn, Ba Lan. Cung điện được thiết kế bởi kiến trúc sư người Vienna (Áo) Joseph Kornhäusel, cung điện được xây dựng trên nền đất của lâu đài thấp hơn.

## Lịch sử

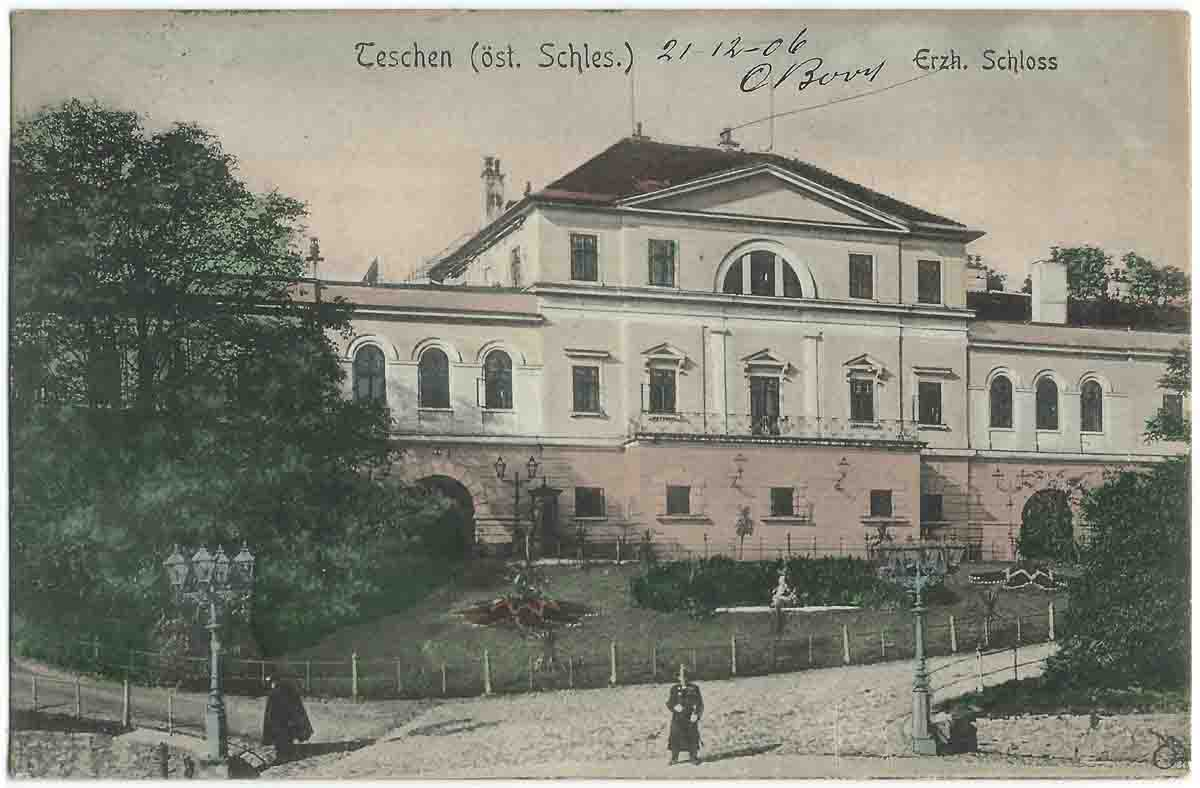
Cung điện Habsburg trên bưu thiếp năm 1906

Năm 1838, hoàng tử kiêm một kiến trúc sư Karl Ludwig Habsburg đã đưa Joseph Kornhäusel, một đại diện đến từ chủ nghĩa cổ điển Vienna, đến Cieszyn. Các lâu đài cao hơn và thấp hơn đã bị phá hủy trong Chiến tranh ba mươi năm. Karl Ludwig đã ra lệnh cho Kornhäusel xây dựng lại phần còn lại của cung điện nhằm biến nơi đây thành nơi ở của mình. Để thực hiện mục đích này, các tàn tích đã bị phá hủy và phần còn lại của lâu đài phía dưới được sử dụng để xây dựng một cái gọi là Cung điện Săn bắn trong khoảng thời gian 1838-1840. Bên cạnh Cung điện, một nhạc viện cổ một tầng cũng được xây dựng, nhưng đã bị phá hủy vào năm 1966.
Cung điện hầu như không thực hiện chức năng ban đầu của nó. Cung điện Săn bắn hiếm khi được viếng thăm bởi Habsburgs (những người thường xuyên ở lại Vienna) và trên cơ sở hàng ngày là trụ sở của Phòng Cieszyn. Tuy nhiên, các buổi hòa nhạc và biểu diễn được tổ chức và diễn ra trong nhạc viện nằm cạnh cung điện đã trở thành một địa điểm tạo nên lịch sử; một số các buổi biểu diễn nổi tiếng đã diễn ra ở đây ví dụ như một buổi hòa nhạc của Franz Liszt vào tháng 6 năm 1846 và các buổi biểu diễn của Wagner cùng các nghệ sĩ tham gia diễn xuất trong vở opera Vienna được tổ chức bởi nhà công tước Eugene Ferdinand vào cuối những năm 1880 của thế kỷ XIX.
Các chuyến thăm thỉnh thoảng của Habsburg luôn tạo ra những sự kiện đặc biệt - một trong những vị khách là hoàng đế Francis Joseph I, ông ở lại Cung điện Săn bắn vào năm 1880, 1890 và 1906. Trên tầng đầu tiên của cung điện có một thiết kế kiến trúc đặc biệt bao gồm một phòng học, phòng khách, phòng tiếp tân và một phòng ngủ với một nhà vệ sinh, nơi luôn chờ đợi ông ta. Trong các chuyến thăm của Franz Joseph, cái gọi là Tent from Custoza đã được đưa lên cho ông ta và các vị khách của ông ta - một món quà từ công tước Albrecht (công tước đã tham gia trận chiến thắng Custoza).
Vào khoảng giữa năm 1914 - 1916, Cieszyn là trụ sở đóng binh và trú quân của Quân đội Áo-Hung (AOK - Armeeoberkommando), kẻ tội đồ Frederick đã tiếp đón các đồng minh của mình trong Cung điện này, trong số những người khách đã ghé thăm cung đện này phải kể đến những cái tên như hoàng đế Đức Wilhelm II, vua Bulgaria Ferdinand và Thống chế Hindenburg. Chuyến thăm cuối cùng của kẻ tội đồ Ferdinand đến cung điện diễn ra vào ngày 3 tháng 12 năm 1916.
Năm 1918, Cung điện này trở thành trụ sở chính của Hội đồng Quốc gia của Công tước Cieszyn, cơ quan quyền lực đầu tiên của Ba Lan tại khu vực Cieszyn Silesia. Từ năm 1974, một phần của Cung điện Săn bắn đã trở thành trụ sở của Trường Âm nhạc bang Ignacy Paderewski. Kể từ năm 2005, tức là thời điểm nó đang được cải tạo, phần còn lại của cung điện và một nhà kính mới xây (được xây dựng tại địa điểm cũ) đã từng là trụ sở của Zamek Cieszyn (trước đây: Śląski Zamek Sztuki i Przingsiębiorczości) - một trung tâm thiết kế và là một nơi dùng để tổ chức các sự kiện văn hóa.

## Kiến trúc
Cung điện Habsburg được xây dựng như một nhà nghỉ để cho các mục đích săn bắn. Cung điện, được xây dựng theo thiết kế ban đầu trong kế hoạch là một chữ T ngược, nằm trên vị trí của lâu đài thấp hơn ở sườn phía đông của một ngọn đồi và mặt tiền của cung điện đối diện nhìn về thành phố. Dinh thự Habsburg là một tòa nhà lớn làm bằng gạch có hai tầng. Phần trung tâm của cung điện có tổng cộng ba tầng. Phần trung tâm của cung điện là một cấu trúc palladian của một serliana; một vòm cong ở hai bên bởi các cornice phẳng và trên nóc là một thiết kế hình vương miện bởi một trán tường hình tam giác. Nó nằm giữa hai cánh với các vestibule phân bố đối xứng. Các nhà xây dựng đã sử dụng phần còn lại của hai tòa tháp kiên cố nằm ở cánh phía nam và phía bắc (nên được gọi là bastei). Trong thế kỷ 19, cánh phụ đã được thêm vào; phía nam nằm vuông góc và phía bắc song song với phần chính của tòa nhà.
Sự sắp xếp bên trong của phần chính của cung điện dựa trên kế hoạch ba gian, trong khi các cánh được thiết kế dựa trên kế hoạch một gian với một hành lang và một kế hoạch hai gian. Nội thất có một vòm thùng với lunettes và một vòm buồm. Ngoài ra cung điện còn có trần nhà với các cove.
Mặt tiền của nơi cung điện được thiết kế bao gồm mười ba trục, ba trục trung tâm đã được làm nổi bật bởi một phần nhô ra và được thiết kế như một chiếc vương miện bởi một đầu cầu hình tam giác. Phần một tầng có một hình chiếu với ba trục và ban công với lan can bằng gang. Một tầng của tòa nhà được tạo nên sự khác biệt bởi một vòm trung tâm được nhấn mạnh bởi hình ảnh những người hành hương hỗ trợ đang cố thủ. Các cửa sổ ở tầng trệt có hình vuông với các khung lúm đồng tiền, trong khi các cửa sổ ở tầng một được đóng lại với các hình tam giác trên bàn điều khiển và các góc ở các bộ phận bên.
Các bức tường bên của cung điện có lối thiết kế đa trục. Một loggia nằm trong tòa tháp kiên cố phía nam có bốn cột doric theo kiến trúc mở hỗ trợ cho một kiến trúc trán tường hình tam giác.
Phía trước cung điện có sự xuất hiện của một con đường tiếp cận hai cánh của cung điện và nằm đối xứng với Đài tưởng niệm để tôn vinh những người lính lê dương Silesian đã ngã xuống vì Ba Lan (Người phụ nữ Silesian và Nike của Cieszyn), nằm giữa hai cánh của con đường. Tượng đài được thiết kế bởi Jan Raszka để tưởng niệm các binh đoàn thất thủ của Silesia.

## Bên lề
Đài tưởng niệm tôn vinh những người lính lê dương Silesian đã ngã xuống vì Ba Lan cũng được gọi là Người phụ nữ Silesian và Nike của Cieszyn.
Các bức tường bastei nằm ở phía bắc cung điện có độ dày đến 2,1 mét.